# Нюрбургринг

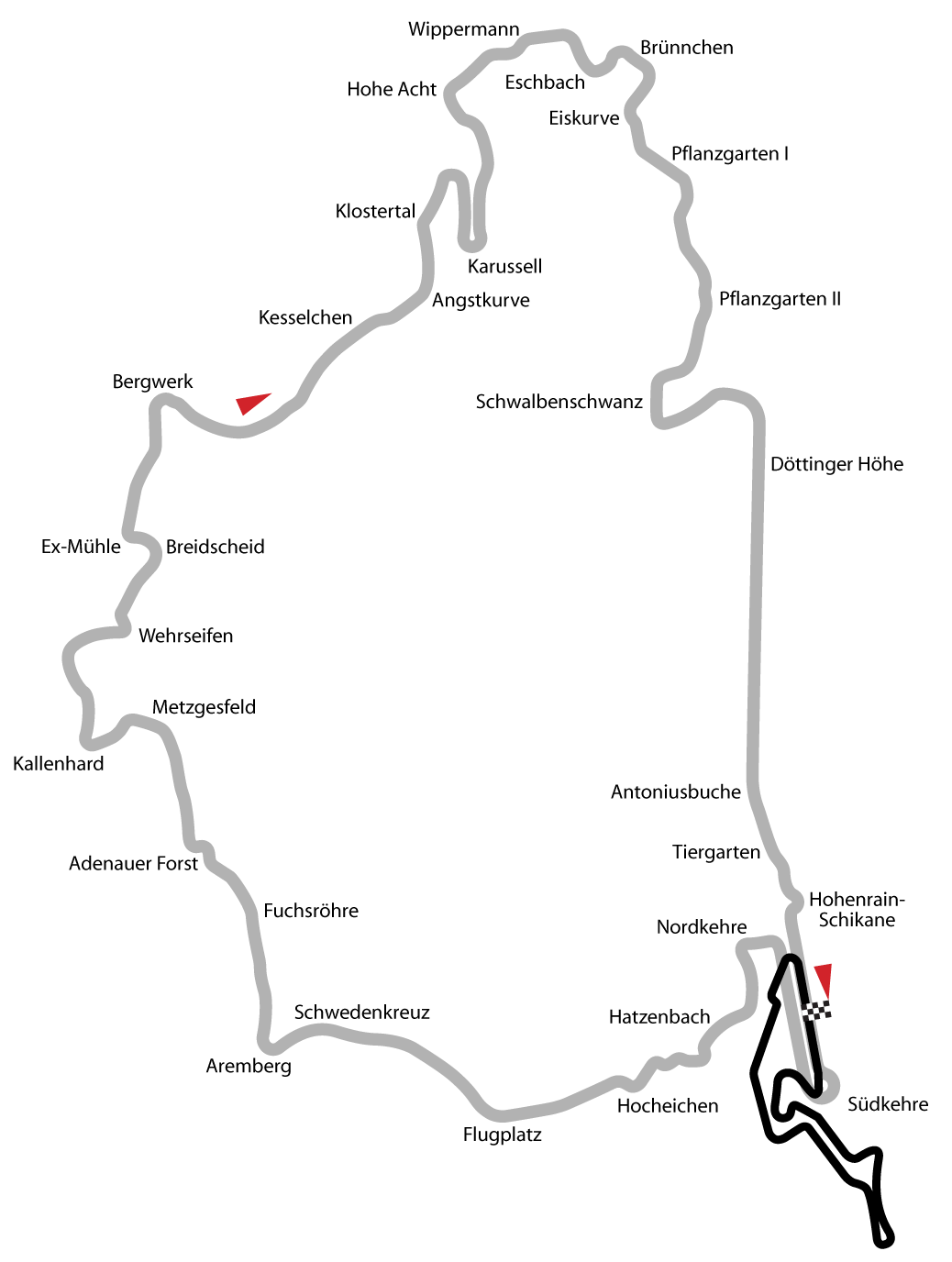
Карта Нюрбургринга — Nordschleife и новая трасса Гран-при

«Ню́рбургринг» (нем. Nürburgring) — гоночная трасса в Германии, рядом с посёлком Нюрбург (федеральная земля Рейнланд-Пфальц). Строительство закончено весной 1927 года, первые соревнования Всеобщего немецкого автомобильного клуба состоялись 18 июня 1927 года.
Существует две трассы, называемые «Нюрбургринг» и расположенные рядом: классическая длинная Nordschleife и короткая GP-Strecke. В настоящее время на трассе проводятся гонки FIA WEC, DTM и других кольцевых серий автоспорта. Также на автодроме проводятся соревнования по другим видам спорта и ежегодный рок-фестиваль Rock Am Ring.
Трасса построена рядом с посёлком Нюрбург и средневековым замком в горах Айфель, приблизительно в 70 километрах к югу от Кёльна и 100 километрах к северо-западу от Майнца.

## Конфигурация
Первоначально автодром состоял из четырёх «колец» — Объединённая петля 28,265 км длиной, которая в свою очередь состояла из 22,810-километровой Nordschleife («Северная петля»), и 7,747-километровой Südschleife («Южная петля»). Также было 2,281-километровое «кольцо» разминки (warm-up) Betonschleife, вокруг пит-лейн. Между 1982 и 1983 годами область в районе прямой старт-финиш была уничтожена, чтобы создать новую GP-Strecke — именно на этой трассе и проводятся все основные гонки в настоящее время. Однако Nordschleife используется по сей день — прозванная Джеки Стюартом Зелёным адом, эта часть автодрома, как считает Александр Чумаков, самая сложная кольцевая трасса в мире.
Именно на «Северной петле» проводились Гран-при Формулы-1 до Гран-при Германии 1976 года. После аварии Ники Лауды в этой гонке Гран-при Германии был перенесён на Хоккенхаймринг и больше не проводился на Nordschleife.
Гонки «Формулы-1» возобновились на Нюрбургринге в 1984 году на заново построенной части трассы GP-Strecke. В 2002 году был построен комплекс поворотов Mercedes-Arena, удлинивший трассу примерно на 0,5 км. В гонках DTM используется более короткий вариант трассы, где гонщики на выходе из Mercedes-Arena разворачиваются и выходят прямо к 11-му повороту, минуя шпильку Dunlop. Таким образом длина трека для ДТМ составляет 3629 метров.
| Версия | Длина (м) | Гран-при                                                                              | Рекорд круга в квалификации         |
| Версия | Длина (м) | Гран-при                                                                              | Рекорд круга в гонке                |
| ------ | --------- | ------------------------------------------------------------------------------------- | ----------------------------------- |
| 1951   | 22 810    | 13 (1951-1954, 1956-1958, 1961-1966)                                                  | 8:16,5 (1966, Джим Кларк)           |
| 1951   | 22 810    | 13 (1951-1954, 1956-1958, 1961-1966)                                                  | 8:24,1 (1965, Джим Кларк)           |
| 1967   | 22 835    | 9 (1967-1969, 1971-1976)                                                              | 7:00,8 (1974, Ники Лауда)           |
| 1967   | 22 835    | 9 (1967-1969, 1971-1976)                                                              | 7:06,4 (1975, Клей Регаццони)       |
| 1984   | 4 542     | 2 (Европа 1984, Германия 1985)                                                        | 1:17,429 (1985, Тео Фаби)           |
| 1984   | 4 542     | 2 (Европа 1984, Германия 1985)                                                        | 1:22,806 (1985, Ники Лауда)         |
| 1995   | 4 556     | 6 (Европа 1995, Европа 1996 Люксембург 1997, Люксембург 1998 Европа 1999-Европа 2001) | 1:14,960 (2001, Михаэль Шумахер)    |
| 1995   | 4 556     | 6 (Европа 1995, Европа 1996 Люксембург 1997, Люксембург 1998 Европа 1999-Европа 2001) | 1:18,354 (2001, Хуан-Пабло Монтойя) |
| 2002   | 5 146     | 1 (Европа 2002)                                                                       | 1:29,906 (2002, Хуан-Пабло Монтойя) |
| 2002   | 5 146     | 1 (Европа 2002)                                                                       | 1:32,226 (2002, Михаэль Шумахер)    |
| 2003   | 5 148     | 5 (Европа 2003-Айфель 2020)                                                           | 1:25,269 (2020, Валттери Боттас)    |
| 2003   | 5 148     | 5 (Европа 2003-Айфель 2020)                                                           | 1:28,139 (2020, Макс Ферстаппен)    |

## История

### 1925—1939

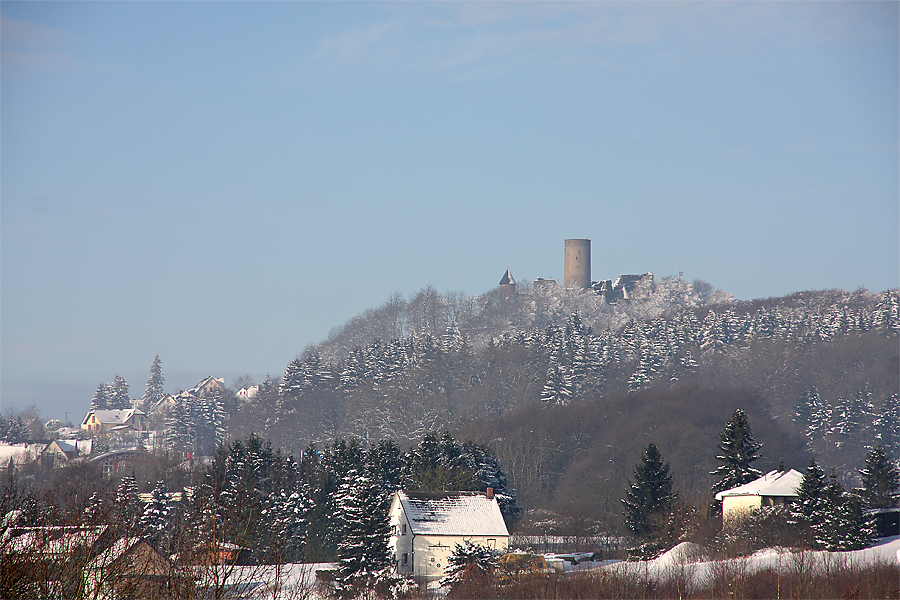
Замок Нюрбург

Автомобильные гонки в горах Айфель, названные Айфельреннен, начали проводиться ещё в начале 1920-х годов. Однако, чтобы обеспечивать рабочие места и привлекать туристов, требовалось строительство кольцевой трассы, по примеру «Монцы» и АФУСа. Однако разработанный профиль трассы полностью отличался от этих двух автодромов — прежде всего, большим количеством поворотов. Строительство началось в сентябре 1925 года.
Трасса была закончена весной 1927, и гонки Eifelrennen были продолжены на новом автодроме. В этом же году на трассе был проведён второй Гран-при Германии (первый состоялся годом раньше на трассе АФУС). Кроме того, трасса была открыта по вечерам и в уик-энды, как односторонняя платная дорога. Полная трасса состояла из 174 поворотов и была в среднем 8-9 метров шириной.
В 1939 году полное кольцо использовалось в последний раз в гонках, и после этого Гран-при проводились только на Nordschleife. Мотогонки и гонки младших серий в основном проводились на более короткой и безопасной Südschleife.
В довоенных гонках на этой длинной и сложной трассе демонстрировали свой талант такие известные пилоты того времени, как Рудольф Караччола, Тацио Нуволари и Бернд Роземайер.

### 1947—1970

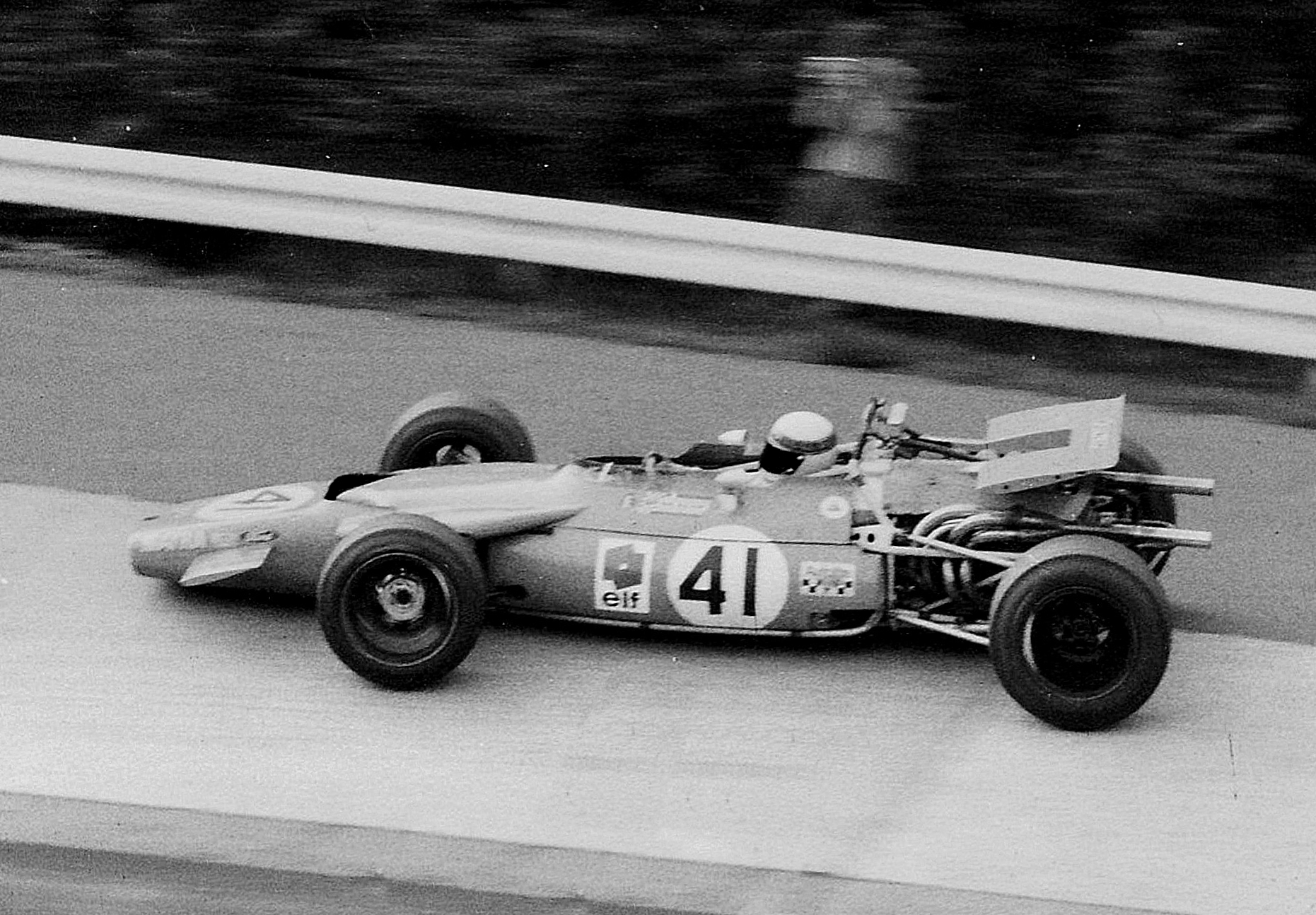
Matra MS84 Джеки Стюарта на Nordschleife в 1969 году

После Второй мировой войны Нюрбургринг вновь стал местом проведения Гран-при Германии, теперь входящего в официальный чемпионат мира «Формулы-1». Неофициальный титул Ringmeister (Мастер Кольца) теперь получили такие выдающиеся пилоты, как Альберто Аскари, Хуан-Мануэль Фанхио, Стирлинг Мосс, Джим Кларк, Джеки Стюарт. Первую победу в рамках Гран-при здесь одержал Альберто Аскари — на двадцать кругов дистанции у него ушло почти три с половиной часа, но лучший круг в 1951-м достался Хуану-Мануэлю Фанхио — 9:55,8, а вот в 1952-м у итальянца на Ferrari 500 был и поул, и победа, и лучший круг.
5 августа 1961 года на тренировке Гран-при Германии 1961 года Фил Хилл стал первым человеком, который смог пройти Nordschleife менее чем за 9 минут (8:55,2, средняя скорость 153,4 км/ч) на Ferrari 156.
С 1953 года начала проводиться гонка «1000 километров Нюрбургринга», с 1970 — «24 часа Нюрбургринга».
К концу 1960-х годов Nordschleife уже не отвечал требованиям безопасности. В 1967 году была добавлена шикана перед прямой старт/финиш, названная Hohenrain, чтобы сократить скорость при въезде на пит-лейн. В 1970 году, после гибели Пирса Кариджа на трассе «Зандворт», пилоты «Формулы-1» решили бойкотировать Кольцо, если не будут сделаны изменения для безопасности. В результате Гран-при Германии был перемещён на трассу «Хокенхаймринг».

### 1971—1983

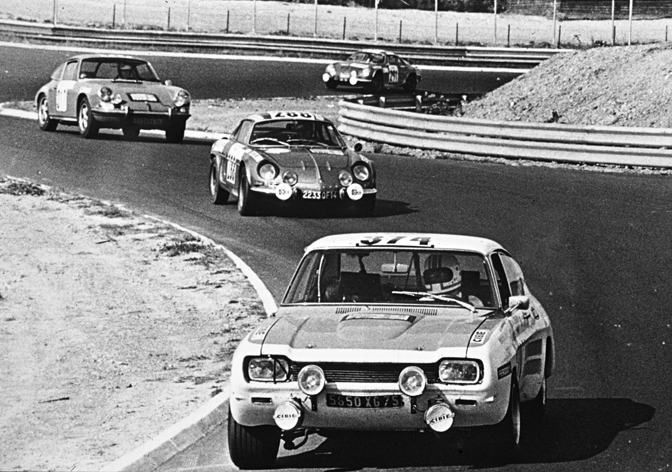
Гонка Grand National Tour Auto на Нюрбургринге

После проведения работ по повышению безопасности гонщиков (прежде всего, по установке барьеров безопасности и выравниванию трассы), Гран-при Германии вернулся на трассу с 1971 по 1976 годы.
Однако огромная для гоночной трассы длина (свыше 22 километров) не позволяла отвечать как постоянно увеличивающимся требованиям безопасности, так и требованиям телевизионного рынка. Ники Лауда, действующий чемпион мира, единственный пилот Формулы-1, которому удалось проехать полную Nordschleife менее чем за 7 минут (6:58,6, 1975 год), предложил пилотам бойкотировать проведение Гран-при на Нюрбургринге в 1976 году. Но идея не была поддержана, и гонка состоялась. По совпадению именно Ferrari 312 T Лауды потерпела аварию на 2-м круге гонки, машина загорелась и Лауду спасали другие пилоты (Артуро Мерцарио, Гай Эдвардс, Брет Ланджер и Харальд Эртль), а не маршалы гонки, редко расставленные вдоль трассы. Кроме того, авария показала, что на таких расстояниях пожарные и санитарные машины прибывают слишком медленно. Это был конец старого Нюрбургринга для «Формулы-1», и с 1977 года Гран-при Германии переехал на «Хокенхаймринг».
В 1980 году на старом Nordschleife был проведён в последний раз этап MotoGP. Год спустя, в 1981, началось строительство новой трассы длиной 4,5 км в районе пит-лейн. Был сокращён Nordschleife до 20 832 м, с дополнительным небольшим пит-лейном, эта версия использовалась для гонок в 1983, например 1000 км Нюрбургринга (время поул-позиции Штефана Беллофа на Porsche 956 составило 6:11).

### 1984—2007

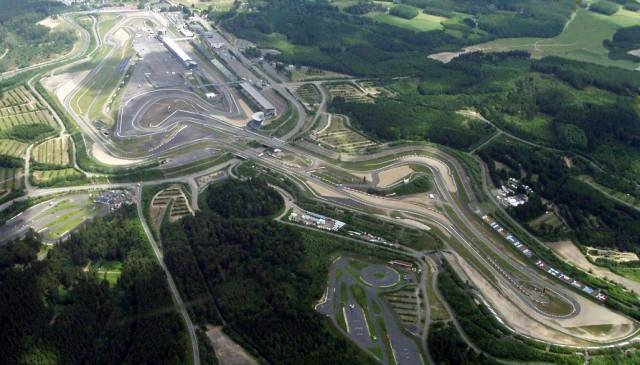
Короткая трасса Нюрбургринг

Новый Нюрбургринг для проведения Гран-при «Формулы-1» был закончен в 1984 году и назван GP-Strecke. Трасса отвечала самым высоким требованиям безопасности, но по характеру была бледной тенью «старшего брата». Среди болельщиков бытует мнение, что новая трасса не вправе носить легендарное имя, и предлагали назвать трассу Eifelring, Ersatzring, или Green Party Ring.
Айртон Сенна одержал победу на 4542-метровой трассе в гонке, посвящённой её открытию. Это была гонка на дорожных спорткарах Mercedes 190S, в ней участвовали звёзды нескольких поколений — Ален Прост, Кеке Росберг, Алан Джонс, Стирлинг Мосс, Джеймс Хант, Фил Хилл, Джек Брэбем.
В 1984 году на новой трассе был проведён Гран-при Европы, в 1985 Гран-при Германии. Затем «Формула-1» опять покинула автодром, и на нём проводились гонки на выносливость, DTM, MotoGP, гонки грузовиков, и даже рок-концерты.
После успехов Михаэля Шумахера в календарь был включён ещё один немецкий этап, и он стал проводиться на Нюрбургринге как Гран-при Европы или Гран-при Люксембурга.
В последние годы из-за повышения конкуренции за проведение Гран-при «Формулы-1» было принято решение, что Гран-при в Германии будет проводиться поочерёдно на «Нюрбургринге» и "Хокенхаймринг"е. Причём этап 2007 года из-за спора о коммерческих правах между владельцами этих трасс проводился на «Нюрбургринге» как Гран-при Европы (а Гран-при Германии был исключён из календаря).

### Настоящее время

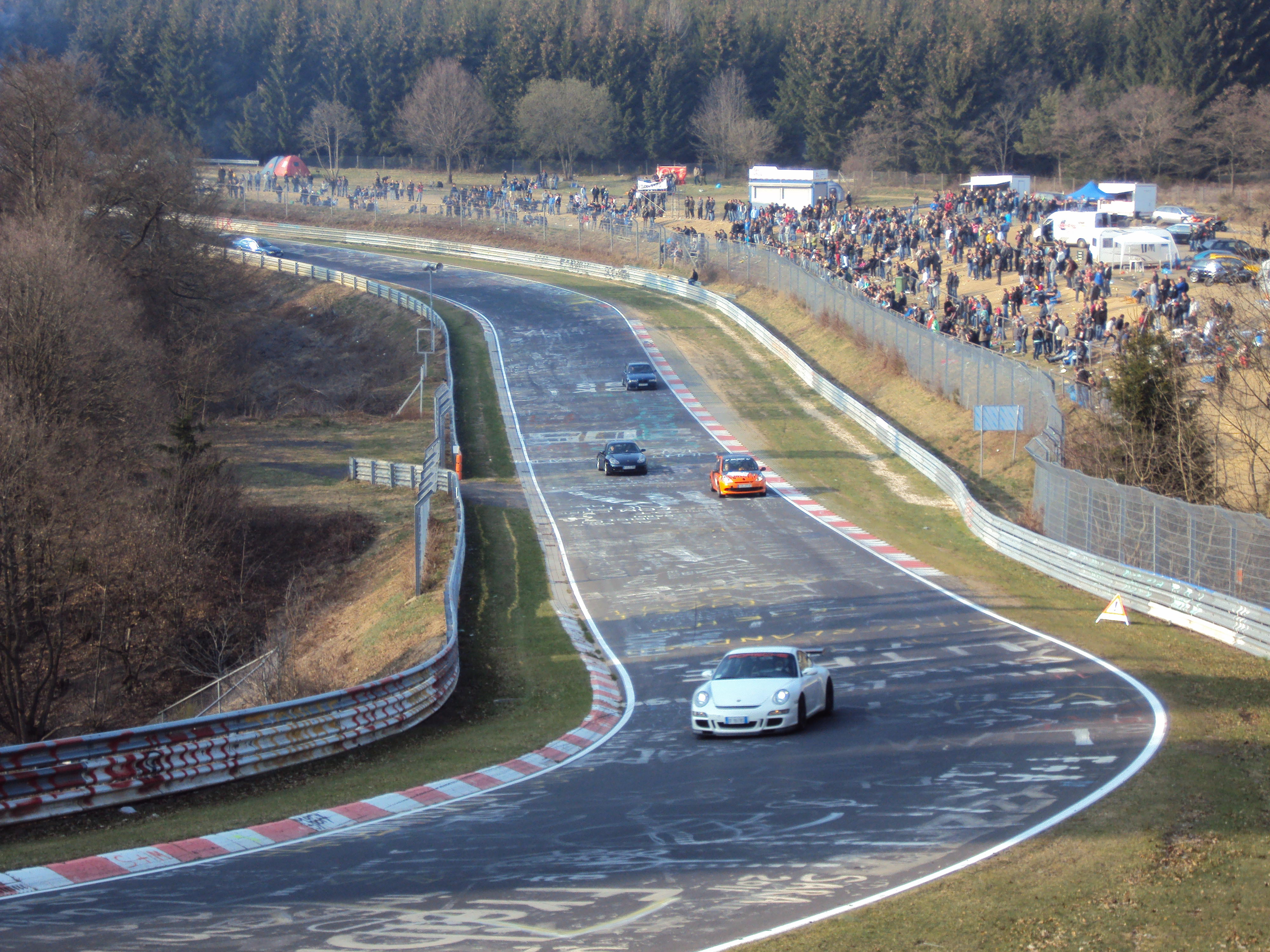
Современные автомобили на Nordschleife

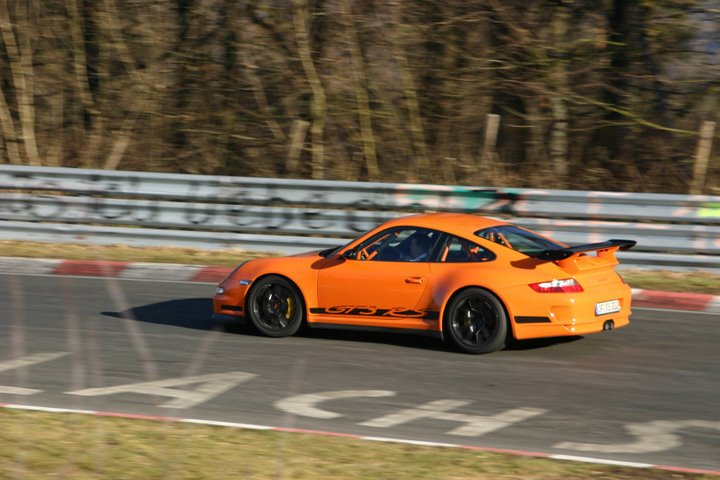
Porsche GT3 RS проходит Северную петлю

После проведения Гран-при «Формулы-1» в 2013 году владельцами автодрома было принято решение о прекращении участия трассы в качестве этапа Больших призов в 2015 году.
В настоящее время трасса пользуется всё большей популярностью среди автоспортсменов-любителей. Пилоты со всей Европы приезжают в туристические дни, для того чтобы прокатиться на собственном или арендованном автомобиле по знаменитой трассе. Использование обычных прокатных машин не допускается, известны случаи наложения штрафов фирмами по прокату автомобилей. Кроме того действие страховки не распространяется на время нахождения на трассе. Однако есть специализированные прокаты, которые лишены этих недостатков (но цена за прокат автомобилей для гоночной трассы естественно значительно выше, чем для доро́г общего пользования).
Суперкар Scuderia Cameron Glickenhaus SCG 003 стал абсолютным рекордсменом «Северной петли» Нюрбургринга, проехав круг всего за 6 минут и 43 секунды, опередив даже Pagani Zonda R с 6:47,50.
Однако в марте случилась авария Nissan GTR Nismo GT3 на гонке VLN Endurance, в результате чего погиб 1 человек и несколько человек получили травмы. Руководство трека ограничило скорость на повороте Flugplatz и вскоре вообще запретило проводить заезды на рекорд круга до 2016 года.
В апреле 2016 года стало известно, что 19 % акций гоночной трассы у компании GetSpeed выкупил российский миллиардер Виктор Харитонин, увеличив свой пакет с 80 до 99 %. У GetSpeed остался символический пакет в 1 %.
18 июля 2016 года Koenigsegg One:1 попал в аварию при попытке установки рекорда круга. Это самая дорогая авария на Нюрбургринге.
29 июня 2018 года был поставлен новый рекорд: 5:19,546. Рекорд был поставлен на гибридном Porsche 919 Hybrid EVO. Пилотировал автомобиль Тимо Бернхард.
Из-за эпидемии COVID-19 в рамках скорректированного сезона «Формулы-1» 2020 года на Нюрбургринге состоялся Гран-при Айфеля.

### Конфигурация трассы
Названия поворотов «южной петли» носят рекламный характер, и оттого часто меняются.
1. Castrol-S /Yokohama-S (правый-левый 120 км/ч); после изменения конфигурации — медленная секция Mercedes Arena (четыре поворота: правая «шпилька» 70 км/ч, левый 90° 110 км/ч, левая «шпилька» 80 км/ч и правый 90° 120 км/ч)
2. Valvoline Kurve (левый 200 км/ч)
3. Ford Kurve (правый 130 км/ч)
4. Dunlop Kehre (нем. «шпилька», правый 100 км/ч)
5. Audi / Shell / Michael Schumacher Kurve (левый-правый, проходится на полном газу)
6. RTL / Kumho / Michelin / Sportwart Kurve (левый, 140 км/ч)
7. Bit / Warschteiner Kurve (правый, 140 км/ч)
8. Hatzenbachbogen / ADVAN-Bogen / ITT-Bogen (нем. Bogen — «лук»; правый изгиб, проходится на полном газу)
9. Veedol / NGK Schikane (медленная шикана вправо-влево, 80 км/ч; для мотогонок используется более пологая «дублирующая» шикана; ею же могут воспользоваться пилоты Ф-1, ошибившиеся на торможении, — но с некоторой потерей во времени)
10. Соса Cola / Römer Kurve (затяжной медленный правый поворот 100 км/ч)

## Победители Гран-при на трассе Нюрбургринг

### Гран-при Европы
# — порядковый номер среди всех Гран-при Европы (проходивших в разные годы на разных трассах), входивших в чемпионат мира Формулы-1.
| Год  | #  | Пилот             | Конструктор      | Отчёт |
| ---- | -- | ----------------- | ---------------- | ----- |
| 1984 | 2  | Ален Прост        | McLaren-TAG      | Отчёт |
| 1995 | 6  | Михаэль Шумахер   | Benetton-Renault | Отчёт |
| 1996 | 7  | Жак Вильнёв       | Williams-Renault | Отчёт |
| 1999 | 9  | Джонни Херберт    | Stewart-Ford     | Отчёт |
| 2000 | 10 | Михаэль Шумахер   | Ferrari          | Отчёт |
| 2001 | 11 | Михаэль Шумахер   | Ferrari          | Отчёт |
| 2002 | 12 | Рубенс Баррикелло | Ferrari          | Отчёт |
| 2003 | 13 | Ральф Шумахер     | Williams-BMW     | Отчёт |
| 2004 | 14 | Михаэль Шумахер   | Ferrari          | Отчёт |
| 2005 | 15 | Фернандо Алонсо   | Renault          | Отчёт |
| 2006 | 16 | Михаэль Шумахер   | Ferrari          | Отчёт |
| 2007 | 17 | Фернандо Алонсо   | McLaren-Mercedes | Отчёт |

### Гран-при Люксембурга
| Сезон | # | Пилот         | Конструктор      | Отчёт |
| ----- | - | ------------- | ---------------- | ----- |
| 1997  | 1 | Жак Вильнёв   | Williams-Renault | Отчёт |
| 1998  | 2 | Мика Хаккинен | McLaren-Mercedes | Отчёт |

### Гран-при Германии
Розовым фоном выделены гонки, не являвшиеся этапами чемпионата мира Формулы-1.
# — порядковый номер среди всех Гран-при Германии (проходивших в разные годы на разных трассах), входивших в чемпионат мира Формулы-1.
| Год  | #  | Пилот                             | Конструктор      | Трасса / кольцо           |           |
| ---- | -- | --------------------------------- | ---------------- | ------------------------- | --------- |
| 1927 |    | Отто Мерц                         | Mercedes-Benz    | Нюрбургринг Gesamtstrecke |           |
| 1928 |    | Рудольф Караччола Кристиан Вернер | Mercedes-Benz    | Нюрбургринг Gesamtstrecke |           |
| 1929 |    | Луи Широн                         | Bugatti          | Нюрбургринг Gesamtstrecke |           |
| 1931 |    | Рудольф Караччола                 | Mercedes-Benz    | Нюрбургринг Gesamtstrecke |           |
| 1932 |    | Рудольф Караччола                 | Alfa Romeo       | Нюрбургринг Gesamtstrecke |           |
| 1934 |    | Ханс Штук                         | Auto Union       | Нюрбургринг Gesamtstrecke |           |
| 1935 |    | Тацио Нуволари                    | Alfa Romeo       | Нюрбургринг Gesamtstrecke |           |
| 1936 |    | Бернд Роземайер                   | Auto Union       | Нюрбургринг Gesamtstrecke |           |
| 1937 |    | Рудольф Караччола                 | Mercedes-Benz    | Нюрбургринг Gesamtstrecke |           |
| 1938 |    | Ричард Симен                      | Mercedes-Benz    | Нюрбургринг Gesamtstrecke |           |
| 1939 |    | Рудольф Караччола                 | Mercedes-Benz    | Нюрбургринг Gesamtstrecke |           |
| 1951 | 1  | Альберто Аскари                   | Ferrari          | Нюрбургринг Nordschleife  | Отчёт     |
| 1952 | 2  | Альберто Аскари                   | Ferrari          | Нюрбургринг Nordschleife  | Отчёт     |
| 1953 | 3  | Нино Фарина                       | Ferrari          | Нюрбургринг Nordschleife  | Отчёт     |
| 1954 | 4  | Хуан-Мануэль Фанхио               | Mercedes         | Нюрбургринг Nordschleife  | Отчёт     |
| 1956 | 5  | Хуан-Мануэль Фанхио               | Ferrari          | Нюрбургринг Nordschleife  | Отчёт     |
| 1957 | 6  | Хуан-Мануэль Фанхио               | Maserati         | Нюрбургринг Nordschleife  | Отчёт     |
| 1958 | 7  | Тони Брукс                        | Vanwall          | Нюрбургринг Nordschleife  | Отчёт     |
| 1960 |    | Йоаким Бонниер                    | Porsche 718      | Нюрбургринг Südschleife   | Формула-2 |
| 1961 | 9  | Стирлинг Мосс                     | Lotus-Climax     | Нюрбургринг Nordschleife  | Отчёт     |
| 1962 | 10 | Грэм Хилл                         | BRM              | Нюрбургринг Nordschleife  | Отчёт     |
| 1963 | 11 | Джон Сёртис                       | Ferrari          | Нюрбургринг Nordschleife  | Отчёт     |
| 1964 | 12 | Джон Сёртис                       | Ferrari          | Нюрбургринг Nordschleife  | Отчёт     |
| 1965 | 13 | Джим Кларк                        | Lotus-Climax     | Нюрбургринг Nordschleife  | Отчёт     |
| 1966 | 14 | Джек Брэбем                       | Brabham-Repco    | Нюрбургринг Nordschleife  | Отчёт     |
| 1967 | 15 | Денни Халм                        | Brabham-Repco    | Нюрбургринг Nordschleife  | Отчёт     |
| 1968 | 16 | Джек Стюарт                       | Matra-Ford       | Нюрбургринг Nordschleife  | Отчёт     |
| 1969 | 17 | Жаки Икс                          | Brabham-Ford     | Нюрбургринг Nordschleife  | Отчёт     |
| 1971 | 19 | Джек Стюарт                       | Tyrrell-Ford     | Нюрбургринг Nordschleife  | Отчёт     |
| 1972 | 20 | Жаки Икс                          | Ferrari          | Нюрбургринг Nordschleife  | Отчёт     |
| 1973 | 21 | Джек Стюарт                       | Tyrrell-Ford     | Нюрбургринг Nordschleife  | Отчёт     |
| 1974 | 22 | Клей Регаццони                    | Ferrari          | Нюрбургринг Nordschleife  | Отчёт     |
| 1975 | 23 | Карлос Ройтеман                   | Brabham-Ford     | Нюрбургринг Nordschleife  | Отчёт     |
| 1976 | 24 | Джеймс Хант                       | McLaren-Ford     | Нюрбургринг Nordschleife  | Отчёт     |
| 1985 | 33 | Микеле Альборето                  | Ferrari          | Нюрбургринг GP-Strecke    | Отчёт     |
| 2009 | 49 | Марк Уэббер                       | Red Bull         | Нюрбургринг               | Отчёт     |
| 2011 | 51 | Льюис Хэмилтон                    | McLaren-Mercedes | Нюрбургринг               | Отчёт     |
| 2013 | 53 | Себастьян Феттель                 | Red Bull-Renault | Нюрбургринг               | Отчёт     |

### Гран-при Айфеля
| Сезон | Пилот          | Конструктор | Отчёт |
| ----- | -------------- | ----------- | ----- |
| 2020  | Льюис Хэмилтон | Mercedes    | Отчёт |